# 停電少女和羽蟲的管弦樂
《停電少女和羽蟲的管弦樂》是CDレーベル「IM（アイム）」的其中一個作品。從2009年7月24日開始作為廣播劇CD發售。
原作・腳本是二宮愛、繪畫・人物設計は田倉トヲル、音楽是ZIZZ STUDIO擔當的。
漫畫『月刊Gファンタジー』（スクウェア・エニックス）2010年8月号開始連載。以原作：二宮愛、作畫：白木莓的形式。

## 故事內容
心中寄宿着黑暗的愚蠢生物——人類啊，從眼中失去了光明。那天，身處極深的黑暗之中，迷失了道路，陷入绝望之中的人類，和寄宿着淡淡温暖之光的“螢”相遇了。螢給予人類光明，和人类共生。但在這丑陋而骯髒的世界中，螢的數量逐日减少。即便如此，人類為了求得那微弱的光芒狩獵着螢，為了金錢而打亂了螢的生活。瞳孔里失去了光明的世界。於是他们像夜晚發光的螢火蟲一般，互相支撑着来生活。少女合歡和契约者灰羽两人演奏的難過而又温暖的物語开始了……

## 登場人物

### 主要角色
灰羽（はいばね）（櫻井孝宏）
本作的男主角。雙目失明的青年，會厲害的拔刀術。决定與合歡一起生活。為了賺取“停電”了的合歡的治療费，在店舖打工。十分容易迷路。
棭/合歡（ネム）（竹內順子）
本作的女主角。是灰羽的螢火蟲。現在“停電”中。
漆黑（しっこく）（平田廣明）
經營灯屋的人，是専門幫助人們裝義眼的醫生。對想救合歡的灰羽感到興趣、現在顧佣灰羽作為幫他運送物件的人。
柩（ひつぎ）（寺島拓篤）
漆黒的螢火蟲。稱漆黒為「父親大人」。不容易顯示自己的感情。在灯屋負責做家務。
橘（たちばな）（下野紘）
漆黒的螢火蟲。稱漆黒為「父親大人」。討厭人類，頭腦簡單。經常與灰羽吵架。

### 其他角色
第一樂章
銀影（ぎんえい）（子安武人）
第二樂章
桎（あしかせ）（関俊彦）
夜白（やしろ）（ゆかな）
第三樂章
橙馬（とうま）（山口勝平）
鎖紺（さこん）（藤原啓治）
李朱（りしゅ）（丹下桜）
第四樂章
紫音（しおん）（三石琴乃）
弥緑（みろく）（中田譲治）
梔（くちなし）（加瀬康之）
栝（びゃくしん）（阿部敦）
李朱（りしゅ）（丹下桜）
旋律、零。
緋影（ひかげ）（高乃麗）
櫺（れんじ）（関智一）
紅楽（くらく）（矢尾一樹）
第五樂章
一片（ひとひら）（沢城みゆき）
青明（せいめい）（三木眞一郎）
真夏ノ雪虫
雪虫（ゆきむし）（岩田光央）
最終樂章
世界樹（せかいじゅ）（田中敦子）
陽継ノ章
久錆（くさび）（石田彰）
斬鉄（ざんてつ）（保村真）
金糸雀（かなりあ）（伊瀬茉莉也）
絶華ノ章
メリー（大谷育江）
黄々（きき）（平田真菜）

## 術語
「蛍（ほたる）」如果與螢火蟲定下契約、可為人類的眼睛帶來光芒。壽命只是短短的一個夏天。因為吸了定下契約的人類的壽命，人類的壽命只有約20年。
「揚羽（あげは）」螢火蟲和人類定下契約，光芒在人類的眼睛裏寄宿的總稱。視力を得て「自由を掴んだ蝶々」に由来。由於螢火蟲吸了他們的壽命、大約20年就會死去。
「蜉蝣（かげろう）」沒有螢火蟲和人類定下契約，盲目の人類的總稱。
「紡詩（つむぎうた）」螢火蟲和人類定下契約時說的詩。旋律是「五七五七七」，一部份含有螢火蟲自己的名字。
「義眼（ぎがん）」就算不和螢火蟲定下契約，視力也會回復少許。別名是「玻璃玉」。
「珠（ぎょく）」螢火蟲的心臓。
「停電（ていでん）」螢火蟲的「心病」。停電的螢火蟲。不能帶給人類光芒，只是繼續吸取定下契約的人類的壽命。
「骸蛍（むくろぼたる）」犯下「吃人類的心臓」的禁忌，失去了作為螢火蟲的本質。

## 網上電台
在公式網頁内播放。原作的二宮愛擔任製作人・構成作家。

### 停電ラジヲ
概要
- 播放期間：2009年9月7日 - 2010年8月23日（全26回）
- 播放日：隔週星期一
- 主持人：平田廣明（漆黒）、寺島拓篤（柩）

環節
- 電子紡詩
- 緋影流 一刀両断！
- 俺とお前のオーケストラ（我和你的管弦樂）
- 停電折り紙教室（停電摺紙教室）（〜15回）
- 停電粘土教室（16回）
- 停電双六（双六是日本的傳統遊戲）（17回〜）

嘉賓
基本的定期陣是（下野紘、櫻井孝宏、竹内順子）這樣重複著。
- 第1・2回 - 下野紘（橘）
- 第3・4回 - 櫻井孝宏（灰羽）
- 第5・6・7回 - 竹内順子（合歡）
- 第8・9回 - 下野紘（橘）

第9回寺島拓篤是嘉賓，下野紘擔當主持人
- 第10・11回 - 櫻井孝宏（灰羽）
- 第12・13・14回 - 竹内順子（合歡）
- 第15・16回 - 山口勝平（橙馬）
- 第17回 - 竹内順子（合歡）
- 第18回 - 下野紘（橘）
- 第21回 - 丹下桜（李朱）
- 第22回 - 櫻井孝宏（灰羽）
- 第23回 - 加瀬康之（梔）
- 第24回 - 櫻井孝宏（灰羽）
- 第25回 - 丹下桜（李朱）・下野紘（橘）
- 第26回 - 竹内順子（合歡）

### 停電ラジヲ戒
概要
- 播放期間：2010年10月11日 - 2012年4月2日（全37回）
- 播放日：隔週月曜日
- パーソナリティ：竹内順子（合歡）、寺島拓篤（柩）

環節
- 電子紡詩・戒
- 停電少女と虫喰い劇場
- 愛ちゃん先生の「だってあたしがこれしたいんだもん！」

嘉賓
- 第2回 - 高乃麗（緋影）
- 第3回 - 矢尾一樹（紅楽）
- 第5回 - 森久保祥太郎（Are you Alice?的白兔）
- 第6・7回 - 下野紘（橘）
- 第10回 - 丹下桜（李朱）
- 第11回 - 櫻井孝宏（灰羽）公開録音
- 第17回 - 井上喜久子（藍迦）
- 第18回 - 丹下桜（李朱）
- 第19回 - 岩田光央（雪虫）
- 第21回 - 櫻井孝宏（灰羽）
- 第23回 - 櫻井孝宏（灰羽）
- 第27回 - 下野紘（橘）
- 第29回 - 丹下桜（李朱）
- 第32回 - 下野紘（橘）
- 第37回 - 平田広明（漆黒）

## 外部連結
- 漫畫官網（日語）
- 作品官方網站（日語）